# When the Whip Comes Down
«When the Whip Comes Down» —en español: «Cuando el látigo caiga»—es una canción de rock de la banda británica The Rolling Stones, incluida en su álbum Some Girls de 1978.

## Composición e inspiración
«When the Whip Comes Down» fue escrita por Mick Jagger y Keith Richards, aunque Jagger se encargó de la letra. La canción presenta una lírica bastante inusual, incluso para el final de la década del 70, presentando abiertamente desde la perspectiva de un hombre gay.
En una entrevista de 1978 con la revista Rolling Stone para marcar el lanzamiento de Some Girls, Jagger respondió preguntas con respecto a la letra de la canción: "...hay una canción que es directamente de temática gay, «When the Whip Comes Down», pero no tengo idea por qué la escribí. Es extraño, The Rolling Stones siempre han atraído a muchos hombres... No sé por qué la escribí. Tal vez salí del closet (risas). Se trata de una persona imaginaria que viene desde Los Ángeles a Nueva York y se convierte en un recolector de basura... Espero que las estaciones de radio la reproduzcan". La letra se podría tomar para implicar que el cantante se convierte en un prostituto.
«When the Whip Comes Down» es vista por algunos fanes como lo más cerca que llegó la banda a la música punk, en un álbum al que muchos llaman el "álbum punk" de los stones. También es una de las pocas canciones en el disco que lleva una fuerte influencia de Nueva York. La mayoría de los miembros de la banda vivían en Nueva York en ese momento.

## Grabación
«When the Whip Comes Down» fue grabada en los estudios Pathé Marconi en París, Francia, entre los meses de octubre y diciembre de 1977. Fue otra de las famosas canciones de Some Girls que sólo contó con los miembros principales de los Stones. Jagger aportó la voz principal y tocó la guitarra junto con Richards y Ron Wood. Wood también contribuyó con una pedal steel guitar, un instrumento que también aparece en otras canciones del disco como «Shattered» y «Far Away Eyes». Bill Wyman interpretó el bajo, mientras que Charlie Watts aportó el distintivo ritmo de la canción. 
Hay versiones tanto de la pista instrumental básica como de la pista de fondo completamente desarrollada con letras adicionales, de una duración de diez minutos, ampliamente disponibles en los bootlegs.

## Lanzamiento y legado
La canción acompañó como lado B al sencillo «Respectable». La grabación de un espectáculo en vivo en el Detroit Masonic Temple, el 6 de julio de 1978, fue incluida en el álbum recopilatorio de 1981Sucking in the Seventies, que cubrió gran parte del material de la banda de finales de la década del 70. Una grabación en vivo de Licks Tour fue grabada y lanzada en el álbum en vivo Live Licks de 2004.
«When the Whip Comes Down» es también el nombre de un álbum bootleg de 16 pistas de Nine Inch Nails, tomado de su actuación en el festival Woodstock 94.

## Personal
Acreditados:
- Mick Jagger: voz, guitarra eléctrica, coros
- Keith Richards: guitarra eléctrica, coros
- Ron Wood: guitarra eléctrica, pedal steel guitar, coros
- Bill Wyman: bajo
- Charlie Watts: batería